# Hôtel de ville de Noyers
L'hôtel de ville de Noyers est un hôtel de ville situé à Noyers-sur-Serein, en France.

## Localisation
L'hôtel de ville est situé dans le département français de l'Yonne, sur la commune de Noyers-sur-Serein.

## Historique
Les fondations du bâtiment remontent au XIIe siècle. Il est reconstruit au XVe siècle dans un style plus Renaissance et est à nouveau modifié au XVIIIe siècle après un incendie.
L'édifice est inscrit au titre des monuments historiques en 1926.